# Трансакционен анализ
Трансакционният анализ (ТА) е терапия на взаимодействието, основана на схващането, че решенията, които хората вземат в настоящето, се основават на предпоставки от миналото, които в даден момент може да са били необходими за оцеляването, но в много случаи вече не са валидни. Според Ерик Бърн в контекста са значението на трансакциите (виж по-долу) трансакционният анализ е „система за изучаване, предсказване и изменение на поведението на човека, основана върху анализа на трансакциите на индивида с обкръжаващите в техните съответни его състояния“. Въпреки че може да се прилага като индивидуална терапия, ТА е особено подходящ за групи. Основната цел на терапевтичния процес е да се подпомогнат хората при вземането на нови решения по отношение на сегашното им поведение и насоката на живота им.
Създателят на ТА Ерик Бърн основава своята теория за личността на три отделни състояния на егото: Родител, Възрастен и Дете. От клиентите се очаква да се научат да идентифицират функционирането на своите его състояния, така че да могат съзнателно да изберат как да функционират в дадена ситуация.
Трансакционният анализ се фокусира върху предписания, ранни решения, ласки, игри, изнудване, жизнени сценарии и преразгледани решения. Децата израстват с определени родителски послания (или предписания), дадени им както вербално, така и невербално. Ранните решения целят получаването на родителски ласки (внимание на родителите). ТА обръща внимание на начина, по който хората търсят признание, както и на видовете ласки, които искат и получават.Игрите, които са последователности от бъдещи трансакции с предвидим резултат и някаква отплата, се развиват като начин за подкрепяне на ранните решения на човека. Освен научаването да отриват игрите груповите членове научават и своите рекети, които са произтичащите от ранните решения хронични лоши чувства, събирани от играещите игри хора и оправдаващи основните решения на човека.
Важна част от практиката на ТА е договорът, който определя фокуса на терапията и базата за терапевтични взаимоотношения. Клиентите в ТА решават кои конкретни убеждения, емоции и поведения да променят в себе си, за да постигнат определените от тях самите цели.

## Его състояния
Неотделима част от теорията на трансакционния анализ са его състоянията. Това са психологически същности, част от егото (тук его се употребява в смисъл на Аз) на човека. Според Бърн его състоянието е „кохерентна система от чувства, свързани с даден предмет и действащо като кохерентни модели за поведение и прагматически като система от чувства, която мотивира свързан с това набор от модели за поведение. Също така приема че его състоянията имат психофизиологична основа. Томас Харис свидетелства за проведени изследвания на Уилям Пенфийлд по време на мозъчни операции за лечение на епилепсия. Сложените свръхчувствителни микроелектроди откриват изключителни факти за начини, по който човешкия мозък действа. Накратко:
1. Мозъкът функционира като прецизно записващо устройство.
2. Чувствата свързани с минали преживявания, също се записват и са неотделимо включени (курсивът от оригинала) в тези преживявания.
3. Хората могат да съществуват в две състояния в едно и също време ... в двойствено състояние, в смисъл, че в едно и също време той е в преживяването и извън него, като го наблюдава.
4. Тези записани преживявания и чувствата, свързани с тях са на разположение, за да се възпроизвеждат и днес толкова живо, както и когато са се случили, и осигуряват много от данните, които предопределят природата на днешните трансакции[4].

Его състоянията са несъзнавани по своята същност, но може да се осъзнаят в процеса на развитие на индивида, когато едно от тях – възрастният вземе контрола над другите две състояния родител и дете. Възможно е наведнъж да са включени две или повече его състояния и тогава говорим за контаминиране или още казано заразяване. Примерно даден човек твърди, че е във възрастния, когато говори по дадена тема, но по интонацията и други характерни белези (невербално поведение, мимики, жестове и други) се вижда емоционалност, която е по присъща на его състояние дете. Това второ състояние остава скрито, тоест несъзнавано.

### Родител
Ерик Бърн открива че съществуват три его състояния, които решава да нарече Родител, Възрастен и Дете. Изборът да бъдат с главни букви не е случаен и е направен, за да може да бъдат разграничени тези его състояния от обичайната употреба на думите в езика. Самият Бърн още нарича тези три его състояния екстеропсихика (Родител), неопсихика (Възрастен) и археопсихика (Дете). Според някои учени „Екстеропсихиката, археопсихиката и неопсихиката се отнасят до аспекти на ума, взети от външен източник, по-ранният ум от предишен еволюционен период и сегашният ум. Прието е че до шест годишна възраст его състоянието Родител е формирано, тоест не се натрупват повече записи в него.
Един от авторите, които спомага за създаването на представата за Родителя е психоаналитикът Пол Федерн. Той открива че у много от пациентите му се наблюдава постоянно присъствие в психичен план на родителски фигури. Федерн решава че тези фигури са били истински и че някога са полагали грижа за личността, тоест когато е била още дете.
Бърн подразделя Родителя в два плана функционален и структурен.
Структурен:
- Дете в Родителя
- Родител в Родителя
- Възрастен в Родителя

Функционален:
- Нормативен Родител – Има своята конструктивна и деструктивна част. При конструктивната, той контролира и поставя правилата, а при деструктивната наказва, забранява, дори и без причина.
- Обрижващ Родител – Той подкрепя, защитава, притеснява се и други.

### Дете
Според учени като Ерскин Детето е „набор от чувства, отношения и модели на поведение, които са отживелици от собственото детство на индивида“. Харис смята че детето е „записване на вътрешни събития“. Според Ерик Бърн Детето е „тази част от личността, която се е съхранила в детството...и всеки човек, на всяка възраст може да има чувства, мисли и поведение като в детството“.
Тук Бърн също прави подобно разделение:
В структурен план его състоянието Дете се дели на три:
- Дете в Детето – Това е първичното усещане да си малък
- Възрастен в Детето – Това е тази част, която е творческа, интуитивна и даротива. Ерик Бърн я нарича „Малкия Професор“.
- Родител в Детето – Това е тази част, в която са формите на поведение и чувстване, усвоени от родителите.

Във функционален план се подразделя на две:
- Свободно Дете, за което са присъщи спонтанност, независимост, импулсивност, творчество и егоцентричност.
- Адаптирано Дете – То е ограничено от Родителя. Движещи елементи са страха, чувството за вина, стремежа към нагласа.

В Адаптираното дете има две основни нагласи – Подчинено дете и Бунтовно се дете. И двете нагласи се проявяват в отговор на въздействията на Родителя.

### Възрастен
Възрастният е тази част от нас, която е мислещата, действащата разумно, тази част, която е винаги „тук и сега“, макар да има случаи (нормални случаи), при които и във Възрастния има записи. Според Бърн Възрастният е „самостоятелен набор от чувства, отношения и модели на поведение, които са адаптирани към текущата действителност“
За разлика от другите две его състояния Възрастния няма разделение, макар че учени като Съмъртън правят функционално такова на Фотографиращ Възрастен и Комбиниращ Възрастен. Според Сузана Темпъл при Възрастния се наблюдават Нормативен Родител, Обгрижващ Родител, Адаптирано Дете и Свободно Дете

### Трансакция
Трансакцията като понятие е част от теорията на трансакционния анализ и е основна функционална единица от него. Според Бърн „трансакция – стимулът, който произхожда от една личност и съотнесеният с него отговор от друга личност.“ След това той продължава да разширява идеята и в друга своя книга дава по-обширно определение: „Единицата на действие във всякакъв род социална агрегация се нарича трансакция. Един индивид, когото можем да наречем агент, се държи по определен начин с цел да предизвика ответна реакция. Това поведение, независимо дали е словесно или не, се нарича трансакционен стимул. Друг индивид, когото можем да наречем респондент, реагира на стимула, давайки трансакционна реакция.
Трансакциите могат да бъдат два вида – прости и сложни. Проста трансакция се нарича такава трансакция, при която и в двете личности участва само едно его състояние. Тези трансакции се делят на два вида – допълващи и пресечени. При пресечените се получава така че его състоянието, което е върнало отговора не е същото към което е бил зададен стимула (трансакционният стимул) и в резултат на това се получава прекъсване на комуникацията или конфликт. Според учени като Креспел допълващите трансакции се подразделят на още два вида: кооперативни и йерархични. При кооперативните имаме наличието на трансакционен стимул Възрастен-Възрастен и отговор също Възрастен-Възрастен. За разлика от кооперативната при йерархичната имаме Родител-Дете; Дете-Родител, както и обратния вариант. При пресечените трансакции също се наблюдават две разновидности. Първата е антагонистична (Родител-Дете; Родител-Дете като отговор), а втората е блокираща (Дете-Родител; Дете-Родител като отговор).

#### Допълващи трансакции
Простата, реципрочна трансакция се появява, когато и двамата участници в диалога отвръщат с его състоянието, към което са били адресирани думите.
Пример 1
A: „Ще можеш ли да напишеш съобщението?“
B: „Да, ще ти го изпратя по пощата.“ ----(Тази размяна е Възрастен-Възрастен)
Пример 2
A: „Искаш ли да не ходиш на срещата и вместо това да отидем да гледаме филм заедно?“
B: „Да, бих искал. Не ми се работи повече, какво ще ходим да гледаме?“ (Дете-Дете)
Пример 3
A: „Трябваше да си почистил стаята досега!“ (Родител-Дете)
B: „Ще спреш ли да ми се караш? Ще го направя след малко!“ (Дете-Родител)

#### Пресечени трансакции
Неуспехите в общуването обикновено са причинени от пресечени трансакции, където двамата участници в диалога отвръщат с его състоянието, към което не са били адресирани думите.
Пример 1a:
A: „Ще можеш ли да напишеш съобщението?“ (Възрастен-Възрастен)
B: „Ще спреш ли да ми се караш? Ще го направя след малко!“ (Дете-Родител)
Това е пресечена трансакция и може да доведе до проблеми на работното място. „А“ може да отговори с трансакция Родител-Дете след това. Например:
A: „Ако не си промениш нагласата, ще те уволня.“
Пример 2a:
A: „Изчисти ли си стаята вече?“ (Родител-Дете)
B: „Точно щях да го правя всъщност.“ (Възрастен-Възрастен)
Това е по-положителна пресечена трансакция. Все пак има риск „A“ да се почувства обиден че „B“ действа отговорно и не играя ролята си и разговора да се развие в:
A: „Никога не може да ти се вярва като правиш нещо!“ (Родител-Дете)
B: „Защо не вярваш на нищо, което кажа?“ (Възрастен-Възрастен)
Отговора на „B“ може да бъде и в Дете, тоест да Дете-Родител, но това зависи от интонацията, мимиката и жестовете, които се използват при говоренето.

#### Двойни трансакции
Друг клас трансакции са двойните, където явния социален разговор се среща заедно с имплицитна (вътрешно наличен, но не показана пряко) психологическа трансакция. Например
A: „Искам да останеш в офиса с мен до късно.“ (Думи на Възрастен)
език на тялото показва сексуално намерение (флиртуващо Дете)
B: „Разбира се.“ (Отговор на Възрастен към изказване на Възрастен).
намигване и усмивка (Детето приема скрития мотив).